# هناو
هناو (به آلمانی: Henau) یک شهر در آلمان است که در راین-هونسروک واقع شده‌است. هناو ۱۷۵ نفر جمعیت دارد.